# Gornji Zovik (ort i Bosnien och Hercegovina, Federationen Bosnien och Hercegovina)
Gornji Zovik är en ort i Bosnien och Hercegovina.   Den ligger i entiteten Federationen Bosnien och Hercegovina, i den centrala delen av landet, 17 km sydväst om huvudstaden Sarajevo. Gornji Zovik ligger 649 meter över havet och antalet invånare är 431.
Terrängen runt Gornji Zovik är kuperad norrut, men söderut är den bergig. Gornji Zovik ligger nere i en dal. Runt Gornji Zovik är det ganska tätbefolkat, med 93 invånare per kvadratkilometer.. Närmaste större samhälle är Sarajevo, 16,8 km nordost om Gornji Zovik. 
I omgivningarna runt Gornji Zovik växer i huvudsak blandskog.